# Luís Luz
Luís dos Santos Luz, conosciuto solo come Luís Luz (Porto Alegre, 29 novembre 1909 – Porto Alegre, 27 agosto 1989) è stato un calciatore brasiliano.

## Carriera
La carriera di Luís Luz cominciò nell'Americano e successivamente continuò in Uruguay, precisamente nel Peñarol. La sua carriera si concluse nel Grêmio, nel 1941. Con la Nazionale brasiliana disputò il Mondiale 1934.

## Palmarès

### Club
- Campionato Gaúcho: 1

Americano: 1928